# Carlton McKinney
Carlton B. McKinney (San Diego, 21 ottobre 1964) è un ex cestista statunitense, professionista nella NBA e in Europa.

## Palmarès
- Campione CBA (1996)